# مايك بولارد (مقدم تلفزيوني)
مايك بولارد هو مقدم تلفزيوني كندي، ولد في 12 يونيو 1957.

## وصلات خارجية
- مايك بولارد على موقع IMDb (الإنجليزية)
- مايك بولارد على موقع قاعدة بيانات الفيلم (الإنجليزية)
- مايك بولارد على موقع كينوبويسك (الروسية)